# Шелковица чёрная
Шелкови́ца чёрная (лат. Mórus nígra) — листопадное дерево; вид рода Шелковица семейства Тутовые.
Другие русские народные названия тут, тутик, тутовое дерево, тютина, тутовник, цареградская шелковица.

## Ботаническое описание

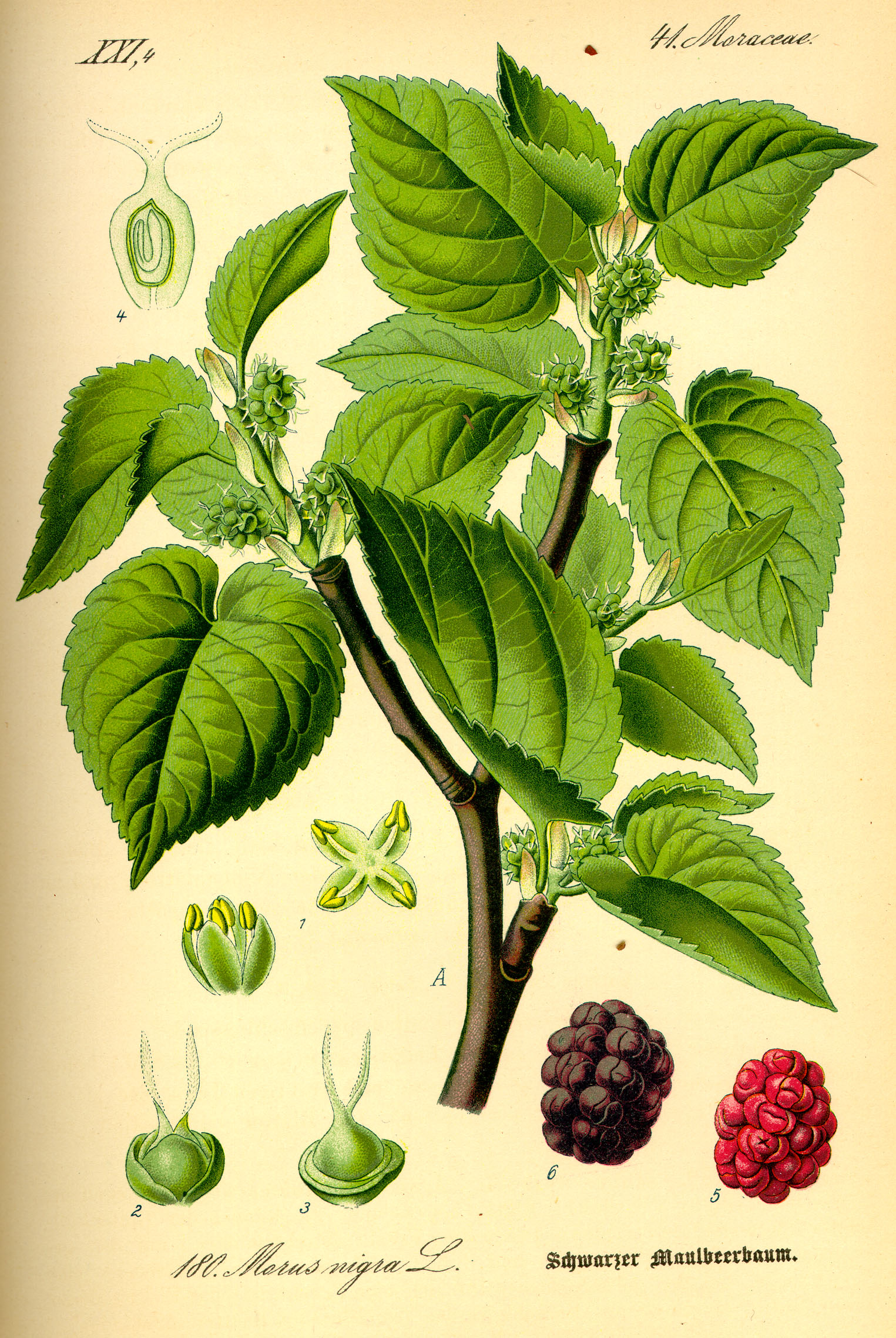

Шелковица чёрная — листопадное дерево высотой 10—13 м.
Листья 10—20 см длиной и 6—10 см шириной, покрыты снизу пушком.
Соплодия из семянок с разросшимся околоцветником тёмно-фиолетовые, длиной 2—3 см. Съедобны, сладкие на вкус.

## Распространение
Шелковица чёрная происходит из Юго-Западной Азии, где издревле культивировалась ради своих съедобных плодов и широко распространилась на запад и на восток. Наиболее широко она распространена в Иране, Афганистане, Таджикистане, Узбекистане и Северной Индии, на Кавказе, где часто используется для изготовления джемов и шербетов.

## Хозяйственное значение и применение

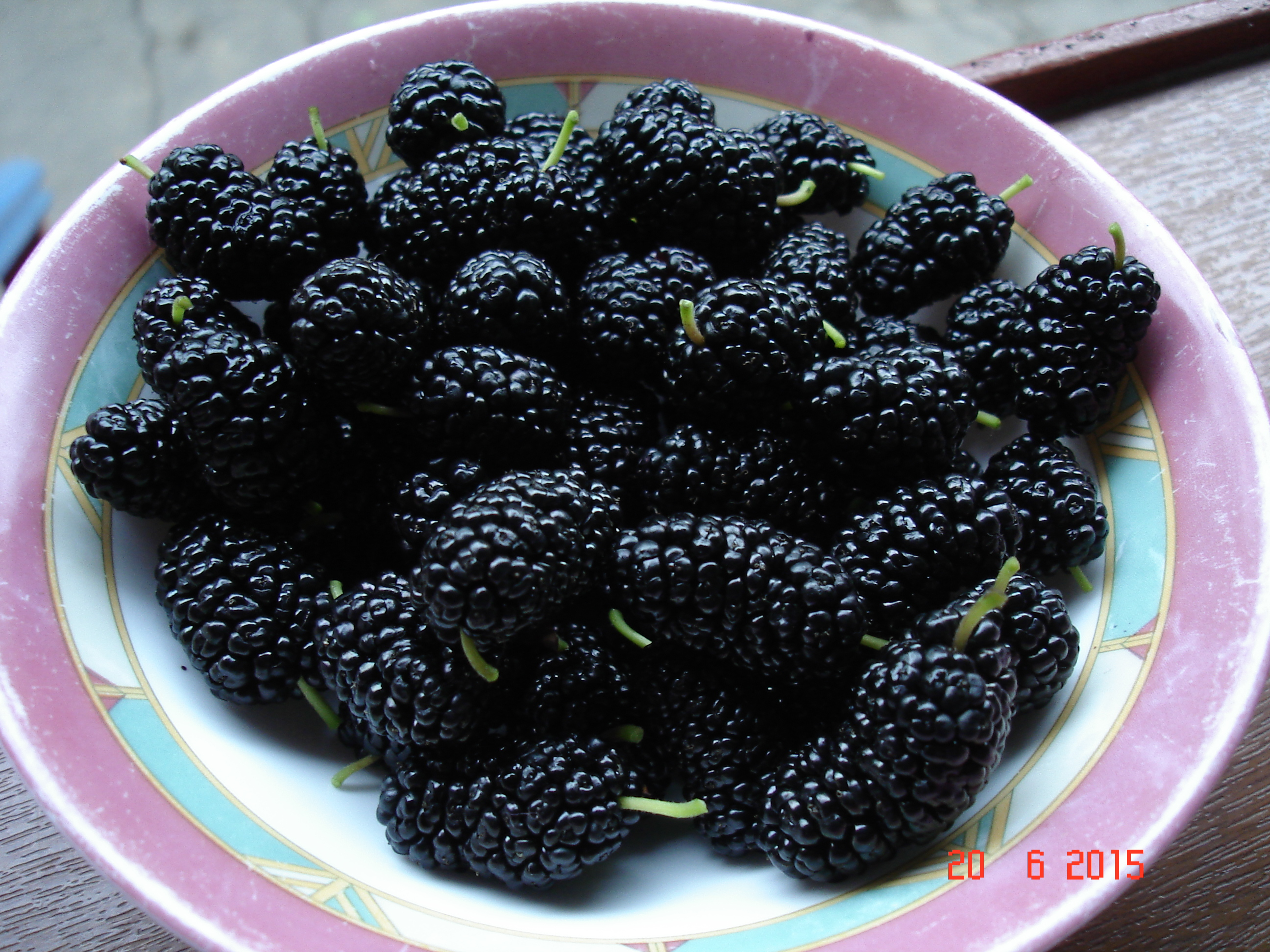
Плоды чёрной шелковицы

Древесина шелковицы весьма ценится в силу своих качеств — она плотная, упругая, тяжёлая. В Средней Азии её применяют для изготовления музыкальных инструментов. Применяется как строительный и поделочный материал в столярном и бондарном производствах.
Листьями кормят шелковичных червей.
С 2011 года заготовка древесины шелковицы в России запрещена.